# Kuronezumia pallida
Kuronezumia pallida es una especie de pez de la familia Macrouridae en el orden de los Gadiformes.

## Morfología
• Los machos pueden llegar alcanzar los 55 cm de longitud total.

## Hábitat
Es un pez de aguas profundas que vive entre 540-800 m de profundidad.

## Distribución geográfica
Se encuentra en la Isla Sala y Gómez.